# Modisimus femoratus
Modisimus femoratus är en spindelart som beskrevs av Bryant 1948. Modisimus femoratus ingår i släktet Modisimus och familjen dallerspindlar. Inga underarter finns listade i Catalogue of Life.